# Emre Gökay
Emre Gökay (* 18. Februar 2006 im Kocasinan) ist ein türkischer Fußballspieler.

## Karriere

### Verein
Gökay begann seine Karriere 2015 bei Erkiletspor. Im Jahr 2019 wechselte er in die Jugendverein von Sivasspor. Am 1. Juni 2022 unterzeichnete Gökay im Alter von 16 Jahren seinen ersten Profivertrag bei Sivasspor. Sein Pflichtspieldebüt für die erste Mannschaft gab er am 16. März 2023 in der UEFA Europa Conference League im Achtelfinal-Rückspiel gegen den italienischen Verein ACF Fiorentina.

### Nationalmannschaft
Gökay durchlief die türkische Jugendnationalteams U16 und U17. Seit 2024 spielt er für die U19-Auswahl.